# Hydatoscia melia
Hydatoscia melia är en fjärilsart som beskrevs av Druce 1892. Hydatoscia melia ingår i släktet Hydatoscia och familjen mätare. Inga underarter finns listade i Catalogue of Life.